# Sophie Turner (modelo)
Sophie Turner (Melbourne, 30 de abril de 1984) es una modelo y personaje mediático australiana que saltó a la fama como participante del reality show de la televisión australiana Search for a Supermodel.

## Biografía
Sophie Turner creció en el sur de Australia siendo la menor de cuatro hermanos.
Apodada como "The Saucy Aussie", Turner ha desfilado en pasarelas de todo el mundo; Japón, Estados Unidos, y por toda Europa, trabajando para firmas como brands, Bill Blass, Nicole Miller, Collette Dinnigan y Rene Rofe.

## Filmografía
- Manhattanites (2008)
- Lights Out (2010)
- A Losers Guide (2010)
- The Mandarin Orange Boy (2010)
- One Hopes Evening (2011)
- Boy Toy (2011)
- The Devil's Dozen (2012)
- The Martini Shot (2012)
- The Devil's Dozen (2013)